# No Sleep Tonight
«No Sleep Tonight» fue el primer sencillo de la banda femenina británica The Faders, lanzado por Polydor Records. Fue lanzado el 21 de marzo del 2005, y llegó al puesto #13 en el UK Singles Chart. También apareció como dos bandas sonoras: la banda sonora de la serie de TV, Veronica Mars, y la banda sonora de la película The Sisterhood of Traveling Pants.
Después del anuncio de la "supuesta" separación de la banda en julio de 2006, Molly Lorenne (antigua integrante de la banda y que actualmente conocida como Molly McQueen), publicó una canción como solista.

## Usos de la canción en otro medios
"No sleep Tonight" apareció en:
- "Blast from the Past", episodio 5 de la 2.ª temporada de Veronica Mars, junto con "Whatever It Takes". Las fusiones en sí mismas aparecen en el episodio, cuando aparecen bailando Homecoming en la Neptune High School. "No Sleep Tonight" también aparece en la banda sonora de dicha serie.
- Temporada 2, episodio 8 de Grey's Anatomy.
- La banda sonora de la serie de televisión británica Sugar Rush.
- Comerciales de televisión en los Estados Unidos para el teléfono móvil Cingular ROKR con iTunes.
- Comerciales de televisión en los Estados Unidos para los productos VO5, estilo extremo de pelo.
- Comerciales de TV en el Reino Unido para la compañía Vodafone "Stop The Clock".
- Para los juguetes Happy Meals de McDonalds en todo el planeta en 2006.
- En la secuencia de los créditos de apertura de She's The Man.
- Una escena de fútbol y en la banda sonora de The Sisterhood of The Traveling Pants.
- La canción también es utilizada para el tráiler de Bratz The Movie.
- También en la escena en la que Ben va a la casa de Ana en la película My Super Ex-Girlfriend (Versión de Molly McQueen).
- El episodio piloto de la serie Greek, del canal ABC Family.
- El documental de TV, "Chelsea: The Inside Story", sobre un equipo de fútbol de Londres.